# 三浦敬太
三浦敬太（みうら けいた、1987年（昭和62年）5月20日 - ）は、北海道旭川市出身のボートレーサー。北海道立旭川凌雲高等学校（現・北海道旭川永嶺高等学校）、カワイピアノテクニカルセンター（現・カワイ音楽学園調律学科）卒業。
登録第4702号。血液型B型。110期。東京支部所属。同期に、喜多須杏奈、八十岡恵美らがいる。116期の三浦裕貴は実弟。

## 来歴
- 2012年3月17日、選手登録。
- 2012年5月11日からボートレース平和島で開催された 一般戦「ミニボートピア黒石開設3周年記念」初日第1Rでデビュー[1]。デビュー戦で1着。110期最初の水神祭を飾る。東京支部での初出走初勝利は、87期の福島勇樹が2000年に平和島競艇場で達成して以来の快挙[2]。
- 2014年ボートレース江戸川準地元スター候補に選出[3]。
- 2015年1月10日からボートレース下関で開催された 一般戦ルーキーシリーズ第8戦 COME ON!FM CUPで初優出[4]。(転覆)
- 2017年6月4日からボートレース鳴門で開催された 一般戦「マクール杯」6日目（最終日）第12Rで初優勝を飾る。[5]（2号艇2コース進入・決まり手：まくり）
- 2018年7月20日からボートレース平和島で開催された G1「開設64周年記念トーキョー・ベイ・カップ」初日第3RでG1初出場[6]。（6着）
- 2018年9月12日からボートレースびわこで開催された G1「開設66周年記念 びわこ大賞」3日目第1RでG1初勝利[7]。（3号艇3コース進入・決まり手：まくり差し）
- 2020年6月6日からボートレース鳴門で開催された G1「開設67周年記念 大渦大賞」5日目第12RでG1初準優戦進出[8]。（4着）

## 人物・エピソード
- 実家は、同じ北海道出身で東京支部の先輩・熊谷直樹の奥さんの実家の隣という縁がある。
- 全日本スキー連盟級別一級資格を持つ。
- カワイピアノテクニカルセンター卒業後は河合楽器製作所に入社。ピアノの調律師として、都内で4年間勤務していた。
- オフは先輩の濱野谷憲吾らとともに千葉や群馬でサバイバルゲームを楽しむ。

## 戦績
- 出走回数：1832回
- 1着回数：401回
- 優出回数：29回
- フライング(F)回数：9回
- 出遅れ(L)回数：0回
- 通算勝率：5.53
- 2連対率：37.12
- 3連対率：53.17
- 生涯獲得賞金：138,143,800円